# Adolfo Schlosser

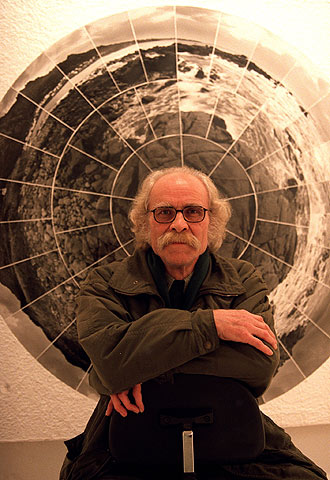
Adolfo Schlosser

Adolfo Schlosser (* 1939 in Leitersdorf; † 10. Dezember 2004 in Bustarviejo bei Madrid) war ein österreichischer Maler, Bildhauer und Dichter.
Ursprünglich bildete er sich an der Akademie der bildenden Künste in Wien als Maler aus, fand später seinen hauptsächlichen künstlerischen Ausdruck durch den nahen Kontakt mit der Natur. Während seiner Studienzeit an der Akademie hat er sich  ebenfalls intensiv mit Literatur und Poesie befasst und eigene Werke veröffentlicht. Mit neunzehn Jahren fuhr er mit Radegundis Lanser (Eriksson), seiner damaligen Lebensgefährtin, die nach seinen Aussagen „master and muse“ war,  nach Island um sich ganz der Malerei zu widmen.  Er lebte dort vier Jahre und arbeitete zeitweise in der Hochseefischerei. Das intensive Erleben der nördlichen Natur hat seine künstlerische Entwicklung stark beeinflusst.
In dieser Zeit entstanden Bilder mit Motiven aus der isländischen Natur und weibliche Akte, einige davon von seiner Lebensgefährtin. Diese Werke sind bis heute unauffindbar und wurden deshalb auch nicht in der Retrospektive im Nationalmuseum Centro de Arte Reina Sofia 2005 gezeigt. Er übersiedelte 1967 nach Spanien. Während er in Österreich fast unbekannt war, war sein künstlerisches Schaffen in seiner neuen Heimat erfolgreich. Für seine Arbeiten bevorzugte er Stein, Lehm, Holz und Stroh als Materialien. In den 1970er-Jahren gründete er gemeinsam mit der ebenfalls in Spanien lebenden österreichischen Künstlerin Eva Lootz sowie dem Maler Juan Navarro Baldeweg und dem Philosophen Patricio Bulnes die experimentelle Kunstzeitschrift Humo.
Er erhielt 1991 den spanischen Nationalen Preis der Bildenden Künste.